# Albo d'oro del campionato bulgaro di calcio
La pagina elenca le squadre vincitrici del massimo livello del campionato bulgaro di calcio, istituito per la prima volta nel 1924.

## Albo d'oro

### Campionato statale (1924-2944)
| Anno      | Vincitore                | Secondo posto            |
| --------- | ------------------------ | ------------------------ |
| 1924      | Campionato non terminato | Campionato non terminato |
| 1925      | Vladislav Varna          | Levski Sofia             |
| 1926      | Vladislav Varna (2)      | Slavia Sofia             |
| 1927      | Campionato non terminato | Campionato non terminato |
| 1928      | Slavia Sofia             | Vladislav Varna          |
| 1929      | Botev Plovdiv            | Levski Sofia             |
| 1930      | Slavia Sofia (2)         | Vladislav Varna          |
| 1931      | AS 23 Sofia              | Spartak Varna            |
| 1932      | Spartak Varna            | Slavia Sofia             |
| 1933      | Levski Sofia             | Spartak Varna            |
| 1934      | Vladislav Varna (3)      | Slavia Sofia             |
| 1935      | Sportklub Sofia          | Ticha Varna              |
| 1936      | Slavia Sofia (3)         | Ticha Varna              |
| 1937      | Levski Sofia (2)         | Levski Ruse              |
| 1937-1938 | Ticha Varna              | Vladislav Varna          |
| 1938-1939 | Slavia Sofia (4)         | Vladislav Varna          |
| 1939-1940 | Lokomotiv Sofia          | Levski Sofia             |
| 1941      | Slavia Sofia (5)         | Lokomotiv Sofia          |
| 1942      | Levski Sofia (3)         | Makedonija G.P.          |
| 1943      | Slavia Sofia (6)         | Levski Sofia             |
| 1944      | Campionato non terminato | Campionato non terminato |

### Campionato della Repubblica (1945-1948)
| Anno | Vincitore           | Secondo posto   |
| ---- | ------------------- | --------------- |
| 1945 | Lokomotiv Sofia (2) | Sportist Sofia  |
| 1946 | Levski Sofia (4)    | Lokomotiv Sofia |
| 1947 | Levski Sofia (5)    | Lokomotiv Sofia |
| 1948 | CSKA Sofia          | Levski Sofia    |

### A Grupa (1948-2016)
| Anno      | Vincitore           | Secondo posto     | Capocannoniere                                                                        |
| --------- | ------------------- | ----------------- | ------------------------------------------------------------------------------------- |
| 1948-1949 | Levski Sofia (6)    | CSKA Sofia        | Dimităr Milanov (CSKA Sofia) (11) Nedko Nedev (Černo More Varna) (11)                 |
| 1950      | Levski Sofia (7)    | Slavia Sofia      | Ljubomir Hranov (Levski Sofia) (13)                                                   |
| 1951      | CSKA Sofia (2)      | Spartak Sofia     | Dimităr Milanov (CSKA Sofia) (14)                                                     |
| 1952      | CSKA Sofia (3)      | Spartak Sofia     | Dimitar Isakov (Slavia Sofia) (10) Dobromir Tashkov (Spartak Sofia) (10)              |
| 1953      | Levski Sofia (8)    | CSKA Sofia        | Dimităr Minčev (Spartak Pleven, VVS Sofia) (15)                                       |
| 1954      | CSKA Sofia (4)      | Slavia Sofia      | Dobromir Taškov (Slavia Sofia) (25)                                                   |
| 1955      | CSKA Sofia (5)      | Slavia Sofia      | Todor Diev (Spartak Plovdiv) (13)                                                     |
| 1956      | CSKA Sofia (6)      | Levski Sofia      | Pavel Vladimirov (Minjor Pernik) (16)                                                 |
| 1957      | CSKA Sofia (7)      | Lokomotiv Sofia   | Hristo Iliev (Levski Sofia) (14) Dimităr Milanov (CSKA Sofia) (14)                    |
| 1958      | CSKA Sofia (8)      | Levski Sofia      | Dobromir Tashko (Slavia Sofia) (9) Georgi Arnaudov (Spartak Varna) (9)                |
| 1958-1959 | CSKA Sofia (9)      | Slavia Sofia      | Aleksandăr Vasilev (Slavia Sofia) (13)                                                |
| 1959-1960 | CSKA Sofia (10)     | Levski Sofia      | Dimităr Jordanov (Levski Sofia) (12) Ljuben Kostov (Spartak Varna) (12)               |
| 1960-1961 | CSKA Sofia (11)     | Levski Sofia      | Ivan Sotirov (Botev Plovdiv) (20)                                                     |
| 1961-1962 | CSKA Sofia (12)     | Spartak Plovdiv   | Nikola Jordanov (Dunav Ruse) (23) Todor Diev (Spartak Plovdiv) (23)                   |
| 1962-1963 | Spartak Plovdiv     | Botev Plovdiv     | Todor Diev (Spartak Plovdiv) (26)                                                     |
| 1963-1964 | Lokomotiv Sofia (3) | Levski Sofia      | Nikola Canev (CSKA Sofia) (26)                                                        |
| 1964-1965 | Levski Sofia (9)    | Lokomotiv Sofia   | Georgi Asparuhov (Levski Sofia) (27)                                                  |
| 1965-1966 | CSKA Sofia (13)     | Levski Sofia      | Trajčo Spasov (Marek Dupnica) (21)                                                    |
| 1966-1967 | Botev Plovdiv       | Slavia Sofia      | Petăr Žekov (Beroe Stara Zagora) (21)                                                 |
| 1967-1968 | Levski Sofia (10)   | CSKA Sofia        | Petăr Žekov (Beroe Stara Zagora) (31)                                                 |
| 1968-1969 | CSKA Sofia (14)     | Levski Sofia      | Petăr Žekov (CSKA Sofia) (36)                                                         |
| 1969-1970 | Levski Sofia (11)   | CSKA Sofia        | Petăr Žekov (CSKA Sofia) (31)                                                         |
| 1970-1971 | CSKA Sofia (15)     | Levski Sofia      | Dimităr Jakimov (CSKA) (26)                                                           |
| 1971-1972 | CSKA Sofia (16)     | Levski Sofia      | Petăr Žekov (CSKA Sofia) (27)                                                         |
| 1972-1973 | CSKA Sofia (17)     | Lokomotiv Plovdiv | Petăr Žekov (CSKA Sofia) (29)                                                         |
| 1973-1974 | Levski Sofia (12)   | CSKA Sofia        | Petko Petkov (Beroe Stara Zagora) (19) Kiril Milanov (Levski Sofia) (19)              |
| 1974-1975 | CSKA Sofia (18)     | Levski Sofia      | Ivan Pritargov (Botev Plovdiv) (20)                                                   |
| 1975-1976 | CSKA Sofia (19)     | Levski Sofia      | Petko Petkov (Beroe Stara Zagora) (18) Pavel Panov(Levski Sofia) (18)                 |
| 1976-1977 | Levski Sofia (13)   | CSKA Sofia        | Pavel Panov (Levski Sofia) (20)                                                       |
| 1977-1978 | Lokomotiv Sofia (4) | CSKA Sofia        | Stojčo Mladenov (Beroe Stara Zagora) (21)                                             |
| 1978-1979 | Levski Sofia (14)   | CSKA Sofia        | Rusi Gočev (Černomorec Burgas, Levski Sofia) (19)                                     |
| 1979-1980 | CSKA Sofia (20)     | Slavia Sofia      | Spas Dževizov (CSKA Sofia) (23)                                                       |
| 1980-1981 | CSKA Sofia (21)     | Levski Sofia      | Georgi Slavkov (Botev Plovdiv) (31)                                                   |
| 1981-1982 | CSKA Sofia (22)     | Levski Sofia      | Mihail Valčev (Levski Sofia) (24)                                                     |
| 1982-1983 | CSKA Sofia (23)     | Levski Sofia      | Antim Pehlivanov (Botev) (20)                                                         |
| 1983-1984 | Levski Sofia (15)   | CSKA Sofia        | Eduard Eranosjan (Lokomotiv Plovdiv)(19) Emil Spasov (Levski Sofia) (19)              |
| 1984-1985 | Levski Sofia (16)   | CSKA Sofia        | Plamen Getov (Spartak Pleven) (26)                                                    |
| 1985-1986 | Beroe               | Trakia Plovdiv    | Atanas Pašev (Botev Plovdiv) (30)                                                     |
| 1986-1987 | CSKA Sofia (24)     | Levski Sofia      | Nasko Sirakov (Levski Sofia) (36)                                                     |
| 1987-1988 | Levski Sofia (17)   | CSKA Sofia        | Nasko Sirakov (Levski Sofia) (28)                                                     |
| 1988-1989 | CSKA Sofia (25)     | Levski Sofia      | Hristo Stoičkov (CSKA Sofia) (23)                                                     |
| 1989-1990 | CSKA Sofia (26)     | Slavia Sofia      | Hristo Stoičkov (CSKA Sofia) (38)                                                     |
| 1990-1991 | FK Etăr             | CSKA Sofia        | Ivajlo Jordanov (Lokomotiv Gorna Orjahovica) (20) Petăr Mihtarski (Levski Sofia) (20) |
| 1991-1992 | CSKA Sofia (27)     | Levski Sofia      | Nasko Sirakov (Levski Sofia)(26)                                                      |
| 1992-1993 | Levski Sofia (18)   | CSKA Sofia        | Plamen Getov (Levski Sofia) (26)                                                      |
| 1993-1994 | Levski Sofia (19)   | CSKA Sofia        | Nasko Sirakov (Levski Sofia) (30)                                                     |
| 1994-1995 | Levski Sofia (20)   | Lokomotiv Sofia   | Petăr Mihtarski (CSKA Sofia) (24)                                                     |
| 1995-1996 | Slavia Sofia (7)    | Levski Sofia      | Ivo Georgiev (Spartak Varna) (21)                                                     |
| 1996-1997 | CSKA Sofia (28)     | Nafteks Burgas    | Todor Pramatarov (Slavia Sofia) (26)                                                  |
| 1997-1998 | Liteks Loveč        | Levski Sofia      | Anton Spasov (Nafteks Burgas) (17) Bončo Genčev (CSKA Sofia) (17)                     |
| 1998-1999 | Liteks Loveč (2)    | Levski Sofia      | Dimčo Beljakov (Liteks Loveč) (21)                                                    |
| 1999-2000 | Levski Sofia (21)   | CSKA Sofia        | Mihail Mihajlov (Velbăžd Kjustendil) (20)                                             |
| 2000-2001 | Levski Sofia (22)   | CSKA Sofia        | Georgi Aleksandrov Ivanov (Levski Sofia) (22)                                         |
| 2001-2002 | Levski Sofia (23)   | Liteks Loveč      | Vladimir Mančev (CSKA Sofia) (21)                                                     |
| 2002-2003 | CSKA Sofia (29)     | Levski Sofia      | Georgi Čilikov (Levski Sofia)(23)                                                     |
| 2003-2004 | Lokomotiv Plovdiv   | Levski Sofia      | Martin Kamburov (Lokomotiv Plovdiv) (26)                                              |
| 2004-2005 | CSKA Sofia (30)     | Levski Sofia      | Martin Kamburov (Lokomotiv Plovdiv) (27)                                              |
| 2005-2006 | Levski Sofia (24)   | CSKA Sofia        | Milivoje Novakovič (Liteks Loveč) (16) José Emilio Furtado (Vihren, CSKA Sofia) (16)  |
| 2006-2007 | Levski Sofia (25)   | CSKA Sofia        | Cvetan Genkov (Lokomotiv Sofia) (27)                                                  |
| 2007-2008 | CSKA Sofia (31)     | Levski Sofia      | Georgi Hristov (Botev Plovdiv) (19)                                                   |
| 2008-2009 | Levski Sofia (26)   | CSKA Sofia        | Martin Kamburov (Lokomotiv Sofia) (17)                                                |
| 2009-2010 | Liteks Loveč (3)    | CSKA Sofia        | Wilfried Niflore (Liteks Loveč) (19)                                                  |
| 2010-2011 | Liteks Loveč (4)    | Levski Sofia      | Garra Dembélé (Levski Sofia) (26)                                                     |
| 2011-2012 | Ludogorec           | CSKA Sofia        | Júnior Moraes (CSKA Sofia) (16) Ivan Stojanov (Ludogorec) (16)                        |
| 2012-2013 | Ludogorec (2)       | Levski Sofia      | Basile De Carvalho (Levski Sofia) (18)                                                |
| 2013-2014 | Ludogorec (3)       | CSKA Sofia        | Martin Kamburov (Lokomotiv Plovdiv) (20) Wilmar Jordàn Gil (Liteks Loveč) (20)        |
| 2014-2015 | Ludogorec (4)       | Beroe             | Añete (Levski Sofia) (14)                                                             |
| 2015-2016 | Ludogorec (5)       | Levski Sofia      | Martin Kamburov (Lokomotiv Plovdiv) (18)                                              |

### PPFL (2016-attuale)
| Anno      | Vincitore      | Secondo posto     | Capocannoniere                       |
| --------- | -------------- | ----------------- | ------------------------------------ |
| 2016-2017 | Ludogorec (6)  | CSKA Sofia        | Claudiu Keșerü (Ludogorec) (19)      |
| 2017-2018 | Ludogorec (7)  | CSKA Sofia        | Claudiu Keșerü (Ludogorec) (26)      |
| 2018-2019 | Ludogorec (8)  | CSKA Sofia        | Stanislav Kostov (Levski Sofia) (24) |
| 2019-2020 | Ludogorec (9)  | CSKA Sofia        | Martin Kamburov (Beroe) (18)         |
| 2020-2021 | Ludogorec (10) | Lokomotiv Plovdiv | Claudiu Keșerü (Ludogorec) (18)      |
| 2021-2022 | Ludogorec (11) | CSKA Sofia        | Pieros Sōtīriou (Ludogorec) (17)     |
| 2022-2023 | Ludogorec (12) | CSKA Sofia        | Ivajlo Čočev (CSKA 1948) (21)        |
| 2023-2024 | Ludogorec (13) | Černo More Varna  | Aleksandăr Kolev (Krumovgrad) (15)   |
| 2024-2025 | Ludogorec (14) | Levski Sofia      |                                      |

## Vittorie per squadra
| Club              | Titoli | Anni |
| ----------------- | ------ | --- |
| CSKA Sofia        | 31     | 1948, 1951, 1952, 1954, 1955, 1956, 1957, 1958, 1958-1959, 1959-1960, 1960-1961, 1961-1962, 1965-1966, 1968-1969, 1970-1971, 1971-1972, 1972-1973, 1974-1975, 1975-1976, 1979-1980, 1980-1981, 1981-1982, 1982-1983, 1986-1987, 1988-1989, 1989-1990, 1991-1992, 1996-1997, 2002-2003, 2004-2005, 2007-2008 |
| Levski Sofia      | 26     | 1933, 1937, 1942, 1946, 1947, 1948-1949, 1950, 1953, 1964-1965, 1967-1968, 1969-1970, 1973-1974, 1976-1977, 1978-1979, 1983-1984, 1984-1985, 1987-1988, 1992-1993, 1993-1994, 1994-1995, 1999-2000, 2000-2001, 2001-2002, 2005-2006, 2006-2007, 2008-2009                                                   |
| Ludogorec         | 13     | 2011-2012, 2012-2013, 2013-2014, 2014-2015, 2015-2016, 2016-2017, 2017-2018, 2018-2019, 2019-2020, 2020-2021, 2021-2022, 2022-2023, 2023-2024 |
| Slavia Sofia      | 7      | 1928, 1930, 1936, 1938-1939, 1941, 1943, 1995-1996 |
| Liteks Loveč      | 4      | 1997-1998, 1998-1999, 2009-2010, 2010-2011 |
| Lokomotiv Sofia   | 4      | 1939-1940, 1945, 1963-1964, 1977-1978 |
| Vladislav Varna   | 3      | 1925, 1926, 1934 |
| Botev Plovdiv     | 2      | 1929, 1966-1967 |
| Lokomotiv Plovdiv | 1      | 2003-2004 |
| FK Etăr           | 1      | 1990-1991 |
| Beroe             | 1      | 1985-1986 |
| Spartak Plovdiv   | 1      | 1962-1963 |
| Ticha Varna       | 1      | 1937-1938 |
| Sportklub Sofia   | 1      | 1935 |
| Spartak Varna     | 1      | 1932 |
| AS 23 Sofia       | 1      | 1931 |